# 周履靖
周履靖（？—？），字逸之，初号梅墟、梅顛，后改号螺冠子。嘉兴秀水（今浙江嘉兴）人。

## 生平
個性慷慨，工書法，善吟咏。與茅顺、屠隆、王穉登等人友好，晚号梅颠。又精於养生、練有气功，万历二十五年（1597年）辑有《夷門廣牘》。另著有《茹草編》四卷（1597年）、《續易牙遺意》一卷、《青蓮筋詠》、《萬壽仙書》、《赤鳳髓》等。
繼室桑貞白。